# Titularbistum Bonitza
Bonitza (ital.: Bonizza) ist ein Titularbistum der römisch-katholischen Kirche. 
Es geht zurück auf einen untergegangenen Bischofssitz im griechischen Ort Vonitsa in Epirus am Golf von Ambrakia nahe dem antiken Anaktorion. Der Bischof von Bonitza war dem Metropoliten der Kirchenprovinz Nicopolis als Suffraganbischof unterstellt.
| Titularbischöfe von Bonitza |                         |                                                    |                  |                   |
| Nr.                         | Name                    | Amt                                                | von              | bis               |
| 1                           | David Francis Hickey SJ | Apostolischer Vikar von Belize (Britisch-Honduras) | 10. Juni 1948    | 29. Februar 1956  |
| 2                           | Cornelius Chitsulo      | Apostolischer Vikar von Dedza (Malawi)             | 9. November 1956 | 25. April 1959    |
| 3                           | Tadeusz Etter           | Weihbischof in Posen (Polen)                       | 22. Juli 1959    | 18. Dezember 1984 |